# 노무라 토모코
노무라 토모코(野村朋子)는 《GTO (만화)》에 등장하는 히로인으로, 구 정발판 명칭은 명자.

## 소개
- 노무라 토모코(명자) - 성우: 카와스미 아야코 / 이용신[1]

세이린학원의 여학생.가슴이 크고 둔하고 말썽이 많아서 왕따신세를 지고 있기도 하다. 한때 미야비(상원)와 친했으나 절교당하기도 했지만 자신은 미야비를 좋아한다. 오니즈카로 인해 하루아침에 스타로 탄생되어 연예활동을 하기도 한다. 칸자키 우루미와는 초등학교때부터 친구였다고 한다.